# Saint-Araille
Saint-Araille é uma comuna francesa na região administrativa de Occitânia, no departamento de Alta Garona. Estende-se por uma área de 6,54 km². Em 2010 a comuna tinha 147 habitantes (densidade: 22,5 hab./km²).